# Міжнародний кінофестиваль у Торонто 2015
40-й щорічний Міжнародний кінофестиваль у Торонто, який відбувся з 10 по 20 вересня 2015 року. 28 липня 2015 року організатори Міжнародного кінофестивалю в Торонто (TIFF) провели прес-конференцію, де оголосили список Гала-прем'єр ювілейної 40-й церемонії вручення нагород під керівництвом генерального директора TIFF Пірса Гендлінга і артдиректора Камерона Бейлі. Зустріч проходила в побудованому в 2010 році спеціально для дирекції та організаторів конкурсу 46-поверховому хмарочосі Bell Lightbox з п'ятьма кінозалами в престижному розважальному районі міста. 40-й кінофестиваль відкриється 9 вересня гала-прем'єрою нового фільму Жана-Марка Валле «Руйнування» з Джейком Джилленголом та Наомі Воттс у головних ролях.
До ювілею фестивалю будуть приурочені особливі заходи — такі, як показ «Запаморочення» Альфреда Гічкока під акомпанемент Симфонічного Оркестру Торонто, а також кілька короткометражних фільмів, що оповідають про найбільш яскраві моменти фестивалю.
15 липня 2015 року кінофестиваль оголосив склад журі програми «Платформа» / Platform — нової секції, в якій візьмуть участь 12 фільмів. Нагорода супроводжується грошовим призом у розмірі 25,000 доларів. До суддівської колегії увійшли режисери Цзя Чжанке, Клер Дені і Агнешка Голланд. Також була представлена ще одна нова секція — «Праймтайм» / Primetime, до якої увійдуть шість високоякісних телевізійних програм і буде включати в себе публічні покази і Q&A сесії з творцями.
Серед документальних фільмів за результатами голосування глядачів Приз глядацької аудиторії за найкращий документальний фільм отримав фільм Євгена Афінеєвського Зима у вогні: Боротьба України за свободу.

## Конкурсна програма

### Гала-покази
- Beeba Boys — реж. Діпа Мегта
- «Руйнування» — реж. Жан-Марк Валле
- «Всевидюче око» — реж. Гевін Гуд
- «Покинутий» — реж. Джон Кассар
- «Право на спадщину» — реж. Пітер Соллетт
- Hyena Road — реж. Пол Гросс
- «Лоло» — реж. Жулі Дельпі
- «Легенда» — реж. Браян Ґелгеленд
- «Людина, яка знала безмежність» — реж. Метт Браун
- «Марсіянин» — реж. Рідлі Скотт
- «Програма» — реж. Стівен Фрірз
- «Пам'ятай» — реж. Атом Егоян
- «Вересень у Ширазі» — реж. Вейн Блер
- «Стоунволл» — реж. Роланд Еммеріх
- «Кравчиня» — реж. Джослін Мургаус

### Спеціальні покази
- Anomalisa — реж. Чарлі Кауфман
- Belles familles — реж. Жан-Поль Раппно
- «Безрідні звірі» — реж. Кері Фукунага
- «Чорна меса» — реж. Скотт Купер
- «Бруклін» — реж. Джон Кроулі
- «Колонія» — реж. Флоріан Галленбергер
- «Дівчина з Данії» — реж. Том Гупер
- «Донька» — реж. Саймон Стоун
- «Діпан» — реж. Жак Одіар
- «Пустеля» — реж. Гонас Куарон
- «Винний» — реж. Мегна Гульзар
- «Ідол» — реж. Гані Абу-Ассад
- «Леді у фургоні» — реж. Ніколас Гайтнер
- «Лен і компанія» — реж. Тім Гадсолл
- «Лобстер» — реж. Йоргос Лантімос
- «Голосніше, ніж бомби» — реж. Йоакім Тріер
- «План Мегги» — реж. Ребекка Міллер
- «Гори можуть зрушитися» — реж. Цзя Чжанке
- «Спалений» — реж. Лііна Ядав
- «Кімната» — реж. Ленні Абрахамсон
- «Найманка» — реж. Дені Вільньов
- «Син Саула» — реж. Ласло Немеш
- «У центрі уваги» — реж. Томас Маккарті
- «Пісня заходу сонця» — реж. Теренс Девіс
- «Трамбо» — реж. Джей Роуч
- «Один плюс одна» — реж. Клод Лелуш
- «Вікторія» — реж. Себастьян Шиппер
- «Куди вторгнутися далі» — реж. Майкл Мур
- «Юність» — реж. Паоло Соррентіно

### TIFF Docs
- Тут був Ел Парді — реж. Браян Д. Джонсон
- Мінлива правда  — реж. П'єтра Бреткеллі
- Бути AP  — реж. Ентоні Вонкі
- Bolshoi Babylon  — реж. Нік Рід
- Темний кінь — реж. Луїз Осмонд
- Дитина з Гуантанамо: Омар Хадр — реж. Патрік Рід
- Він назвав мене Малалою — реж. Девіс Ґуґенгайм
- Серце собаки — реж. Лорі Андерсон
- Гічкок/Трюфо — реж. Кент Джонс
- Горизонт — реж. Берґур Бернбурґ
- У Джексон Гайтс — реж. Фредерік Вайзмен
- Це все почалося в кінці — реж. Луїс Оспіна
- Дженіс: дівча в блакитному — реж. Емі Берґ
- Je suis Charlie — реж. Емануель Леконт
- Миротворці: тисячокілометрова подорож — реж. Ґіта Ґандбір
- Пані Шерон Джонс! — реж. Барбара Копл
- Музика чужаків: Йо-Йо Ма та Ансамбль «Шовковий шлях» — реж. Морган Невіль
- Нассер — реж. Джиган Ель-Тахрі
- Дев'ятий поверх — реж. Майна Шам
- Наше останнє танго — реж. Герман Краль
- P.S. Єрусалим — реж. Даная Елон
- Записи рефлектора — реж. Халіл Йозеф
- Повернення атома — реж. Міка Тааніла
- Шерпа — реж. Дженіфер Підом
- Це міняє все — реж. Еві Люїс
- Через вас, принцесо — реж. Айдо Гар
- Ласкаво просимо до F.L. — реж. Женев'єв Дулу-де Сельс
- Зима у вогні: Боротьба України за свободу — реж. Євген Афінеєвський
- Роздягуті ним жінки — реж. Ґіліан Армстронґ
- Юний патріот — реж. Ду Гаібін